# Дяньшань
Дяньша́нь или Дяньшаньху́ (кит. упр. 淀山湖, пиньинь Dianshan Hu) — озеро на территории района Цинпу города центрального подчинения Шанхай и провинции Цзянсу Китайской Народной Республики. В Шанхае является единственным пресноводным озером. Расположено в дельте Янцзы. Через протоки сообщается с озером Тайху и рекой Хуанпу — основной источник пресной воды для Шанхая.
Площадь озера составляет 63 км², средняя глубина — 2 м, максимальная — 3,6 м.
Средняя скорость течения составляет 0,03 м/с.